# Matej Vyšňa
Matej Vyšňa (* 8. Juli 1988) ist ein ehemaliger slowakischer Radrennfahrer.
Matej Vyšňa begann seine internationale Karriere 2007 bei dem slowakischen Continental Team Dukla Trenčín Merida. In der Saison 2008 wurde er Etappendritter bei der Tour of Libya und Vierter bei einem Teilstück der Vuelta a Chiapas. Im nächsten Jahr gewann Vyšňa bei der slowakischen Meisterschaft in Bánovce nad Bebravou das Straßenrennen und wurde somit nationaler Meister der U23- und der Eliteklasse.

## Erfolge
2009
- Slowakischer Meister – Straßenrennen Elite/U23

## Teams
- 2007 Dukla Trenčín Merida
- 2008 Dukla Trenčín Merida
- 2009 Dukla Trenčín Merida
- 2010 Dukla Trenčín Merida
- 2011 Dukla Trenčín Merida
- 2012 Dukla Trenčín Trek
- 2013 Dukla Trenčín Trek